# Skip Spence
Alexander Lee "Skip" Spence (Windsor, 18 de abril de 1946 — Santa Cruz, 16 de abril de 1999) foi um músico e compositor do Canadá.
Spence foi guitarrista em uma das primeiras formações do Quicksilver Messenger Service antes que Marty Balin o recrutasse para a bateria do Jefferson Airplane. Após somente um álbum com a banda, Jefferson Airplane Takes Off, ele a deixou para co-fundar o Moby Grape, novamente como baterista.
Spence sofria de esquizofrenia. Em 1968, durante gravações do segundo álbum da banda, Wow/Grape Jam, Spence tentou destruir o quarto de hotel de um colega de banda com um machado de incêndio, estando sob efeito de LSD, sendo condenado a seis meses de detenção em um hospital. Após sua saída, lançou seu único álbum solo Oar (1969, Columbia Records). Entretanto, sua condição mental e o alcoolismo o retiraram da carreira na música.

## Discografia
- Jefferson Airplane Takes Off (RCA Records, 1966)
- Moby Grape (Columbia Records, 1967)
- Wow/Grape Jam (Columbia Records, 1968)
- Oar (Columbia Records, 1969; Sundazed Music, 2000)